# Come farti dire "Ti amo!"
Come farti dire "Ti amo!" (好きって言わせる方法?, Suki tte iwaseru houhou) è un manga shōjo scritto e disegnato da Masami Nagata, serializzato da Shūeisha su Bessatsu Margaret tra il 2009 e il 2013.

## Trama
Nanoka Nishizaki è una ragazza opportunista, la quale nelle proprie relazioni è costantemente alla ricerca del "buon partito"; per fare ciò, sfrutta una serie di tattiche che hanno lo scopo di fare innamorare i maschi di lei. Il giovane Haruto Kawai, presidente del club di cucina, conoscendo la "nomea" della ragazza, pur essendo innamorato di lei non ha intenzione di dichiararsi; Nanoka decide così di prendere l'iniziativa.

## Manga
In Giappone, il manga è stato serializzato in nove volumi dalla casa editrice Shūeisha sulla rivista Bessatsu Margaret dal 23 ottobre 2009 al 25 giugno 2013. In Italia il manga è pubblicato da Goen, dal 25 luglio 2015 al 29 gennaio 2021, con il titolo Come farti dire "Ti amo!".

### Volumi
| 1 | 23 ottobre 2009 | ISBN 978-4-08-846459-6 | 25 luglio 2015   | ISBN 978-88-6712-359-9 |
| 1 | Capitoli - Come farti dire "Ti amo!" - Ippon per l'amore - I tornanti dell'amore - La ragazza che suona e poi scappa |                        |                  |                        |
| 2 | 25 giugno 2010 | ISBN 978-4-08-846542-5 | 5 settembre 2015 | ISBN 978-88-6712-377-3 |
| 2 | Capitoli - Come farti dire "Ti amo!" - Due - Come riesce a farsi amare                                               |                        |                  |                        |
| 3 | 25 novembre 2010 | ISBN 978-4-08-846595-1 | 19 dicembre 2015 | ISBN 978-88-6712-423-7 |
| 4 | 25 marzo 2011 | ISBN 978-4-08-846636-1 | 6 febbraio 2016  | ISBN 978-88-6712-466-4 |
| 5 | 23 settembre 2011 | ISBN 978-4-08-846702-3 | 31 ottobre 2020  | ISBN 978-88-6712-795-5 |
| 6 | 24 febbraio 2012 | ISBN 978-4-08-846747-4 | 31 ottobre 2020  | ISBN 978-88-6712-810-5 |
| 7 | 25 giugno 2012 | ISBN 978-4-08-846789-4 | 31 ottobre 2020  | ISBN 978-88-6712-844-0 |
| 8 | 22 novembre 2012 | ISBN 978-4-08-846860-0 | 29 gennaio 2021  | ISBN 978-88-6712-982-9 |
| 9 | 25 giugno 2013 | ISBN 978-4-08-845061-2 | 29 gennaio 2021  | ISBN 978-88-6712-983-6 |